# Ordem da Estrela de Karađorđe
A Ordem da Estrela de Karađorđe (em sérvio:  Орден Карађорђеве звезде, transl. Orden Karađorđeve zvezde) é a terceira ordem estatal mais alta da Sérvia. A ordem é concedida por decreto do Presidente da Sérvia em ocasiões especiais, normalmente nas cerimônias realizadas no Dia da Independência. É concedido por méritos e sucessos especiais na representação da Sérvia e seus cidadãos. Pode ser concedido a indivíduos e instituições.
A Ordem da Estrela de Karađorđe também é uma ordem dinástica, com nomeações atualmente feitas por Alexandre, Príncipe Herdeiro da Iugoslávia.
Originária do Reino da Sérvia, foi inicialmente concedida exclusivamente a cidadãos sérvios em troca de serviços prestados ao Estado sérvio e ao povo sérvio. Durante as Guerras dos Bálcãs e a Primeira Guerra Mundial, a ordem foi concedida principalmente por atos de bravura no campo de batalha. O Reino da Iugoslávia do pós-guerra manteve a ordem, que foi concedida pelo governo iugoslavo no exílio até o fim da Segunda Guerra Mundial. Após a guerra, a monarquia foi abolida e um governo comunista chegou ao poder, suprimindo a ordem junto com outros símbolos monárquicos, embora ela continuasse como uma ordem dinástica, concedida pela Família Karađorđević no exílio.

## História
A Ordem da Estrela de Karađorđe foi instituída pelo decreto real do Rei Pedro I em 1º de janeiro de 1904, comemorando sua recente ascensão ao trono sérvio, bem como o centésimo aniversário da Primeira Revolta Sérvia. O objetivo era substituir a Ordem da Cruz de Takovo e a Ordem de Miloš, o Grande, duas condecorações concedidas pela rival Dinastia Obrenović, que governou a Sérvia antes do golpe de estado de maio de 1903, que restabeleceu a Casa de Karađorđević após várias décadas de exílio. O primeiro prêmio foi desagradável para os Karađorđevićes e seus apoiadores porque recebeu o nome de Takovo, a vila onde a casa do fundador de Obrenović, Miloš Obrenović, lançou a Segunda Revolta Sérvia. A Ordem de Miloš, o Grande, teve que ser substituída, pois recebeu o nome do próprio Obrenović. 
Inicialmente, a Ordem da Estrela de Karađorđe foi categorizada como uma condecoração estadual sênior e organizada em quatro classes. A Grande Cruz da Estrela de Karađorđe, a classe mais alta, consistia em um distintivo da Ordem em uma faixa e estrela no peito; um Grande Oficial da Estrela de Karađorđe era condecorado com um colar de distintivo e uma estrela no peito um pouco menor; um Comandante da Estrela de Karađorđe recebia apenas um colar de distintivo; e o destinatário da quarta classe da Ordem, o Oficial da Estrela de Karađorđe, receberia uma pequena fita triangular no peito.  A Ordem era geralmente concedida por serviços prestados à dinastia Karađorđević, ao estado sérvio ou ao povo sérvio, enquanto os príncipes Karađorđević recebiam uma Grã-Cruz no batismo. Os destinatários incluíam soldados e civis, embora até 1906 apenas cidadãos sérvios pudessem receber o prêmio. 

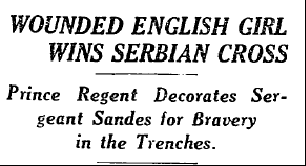
Flora Sandes foi a destinatária da ordem recebida em 1916. Ela lutou no Exército Real Sérvio durante a Primeira Guerra Mundial e foi a única mulher britânica a servir oficialmente como soldado no conflito.

Durante as Guerras dos Balcãs, o Reino da Sérvia introduziu a Ordem do Mérito de Guerra da Estrela de Karađorđe para recompensar atos de "bravura notável de oficiais comissionados em campo", bem como as vitórias no campo de batalha dos oficiais superiores do Exército Real Sérvio; oficiais não comissionados e soldados em campo eram inelegíveis.  Em junho de 1915, no auge da Primeira Guerra Mundial, o Reino da Sérvia instituiu uma subdivisão da Ordem do Mérito de Guerra, chamada Ordem Militar, que era concedida a suboficiais e soldados por bravura em combate. A Ordem do Mérito de Guerra foi dividida em duas classes: a Cruz de Ouro de 1ª divisão e a Cruz de Prata de 2ª divisão.  Uma das agraciadas com a Ordem Militar foi a altamente condecorada soldado Milunka Savić,  e outra foi Flora Sandes,   a única mulher britânica a servir abertamente como soldado na guerra.  Vários líderes militares sérvios de alto escalão receberam a Ordem do Mérito de Guerra, incluindo o Príncipe Regente Alexandre e os marechais de campo Živojin Mišić e Stepa Stepanović. Os destinatários estrangeiros incluíram o general americano John J. Pershing, o marechal de campo britânico Douglas Haig, os generais franceses Joseph Joffre, Maurice Sarrail, Philippe Pétain e Louis Franchet d'Espèrey, e o rei Fernando I da Romênia. 
O Reino da Iugoslávia manteve a ordem após a Primeira Guerra Mundial  Em 1939, foi concedido à cidade de Belgrado.  Durante a Segunda Guerra Mundial, Pedro II concedeu a ordem a vários Chetniks por recomendação do líder chetnik Draža Mihailović. Alguns dos comandantes condecorados do Chetnik incluíam Pavle Đurišić,  Dobroslav Jevđević,  Momčilo Đujić,  Brane Bogunović  e Uroš Drenović.  Essas condecorações se mostraram controversas durante e depois da guerra, já que muitos dos comandantes cooperaram com as forças armadas da Alemanha, Itália ou mesmo do Estado Independente da Croácia contra os Partisans Iugoslavos liderados pelos comunistas durante a maior parte do período de ocupação. Tal discrepância pode ser melhor observada no caso de Đujić, que recebeu a ordem por demonstrar "bravura diante do inimigo" e posteriormente comemorou o recebimento dela no quartel-general de um general italiano.  No caso de Jevđević, a Ordem foi concedida em 1943 por seus serviços à população sérvia da Herzegovina durante uma série de massacres dos Ustaše, mas Mihailović teve notícias do prêmio suprimidas, porque Jevđević havia visitado Roma para planejar uma ofensiva anticomunista com os italianos e suas forças realizaram vários massacres de não-sérvios nos anos anteriores. 
Após a guerra, a Iugoslávia ficou sob o controle do presidente Josip Broz Tito, e as medalhas e ordens da era Karađorđević foram substituídas por condecorações não reais, como a Ordem do Herói do Povo.  Na década de 1990, a República Sérvia instituiu sua própria condecoração, também chamada de Ordem da Estrela de Karađorđe, embora esta não deva ser confundida com a condecoração historicamente concedida pelo estado sérvio e pela casa de Karađorđević.  [a]
Em 2010, a ordem foi restabelecida como uma ordem oficial do estado, sendo a terceira maior condecoração do estado.  Em 2012, o tenista Novak Djokovic tornou-se a primeira pessoa a receber a Ordem após esta ter sido restabelecida.   Em 2020, o ganhador do Prêmio Nobel Peter Handke recebeu a ordem. 

## Projeto
A ordem pode ser feita em ouro ou prata, dependendo da classe, e o anverso apresenta uma cruz pátea esmaltada em branco com raios dourados saindo de cada um dos braços. Os raios são interceptados diagonalmente por um par de sabres quando o destinatário recebe uma Ordem "com espadas". As ordens dinásticas contêm um medalhão azul no centro representando uma cruz sérvia com uma cruz de aço em cada canto, com as palavras "Pela Fé e Liberdade, 1804" gravadas no pequeno círculo no meio da cruz. O reverso dessas ordens contém um medalhão vermelho representando uma águia branca, com as palavras "Pedro I, 1904" escritas ao redor. As medalhas de bravura concedidas a partir de 1915 eram quase idênticas às ordens concedidas antes, exceto pelas espadas cruzadas presentes em todas elas, independentemente da classe. Essas ordens também não tinham a frase gravada no anverso das mais antigas e a data de 1904 no reverso, que marcava o centenário da Primeira Revolta Sérvia. Em vez disso, eles apenas tinham o nome do Rei Pedro no anverso, ao lado do ano em que a ordem foi concedida. 

## Classificações
A Ordem da Estrela Karađorđe possui três classes.
| 1ª Classe | 2ª Classe | 3ª Classe |
| --------- | --------- | --------- |
|           |           |           |

## Destinatários notáveis

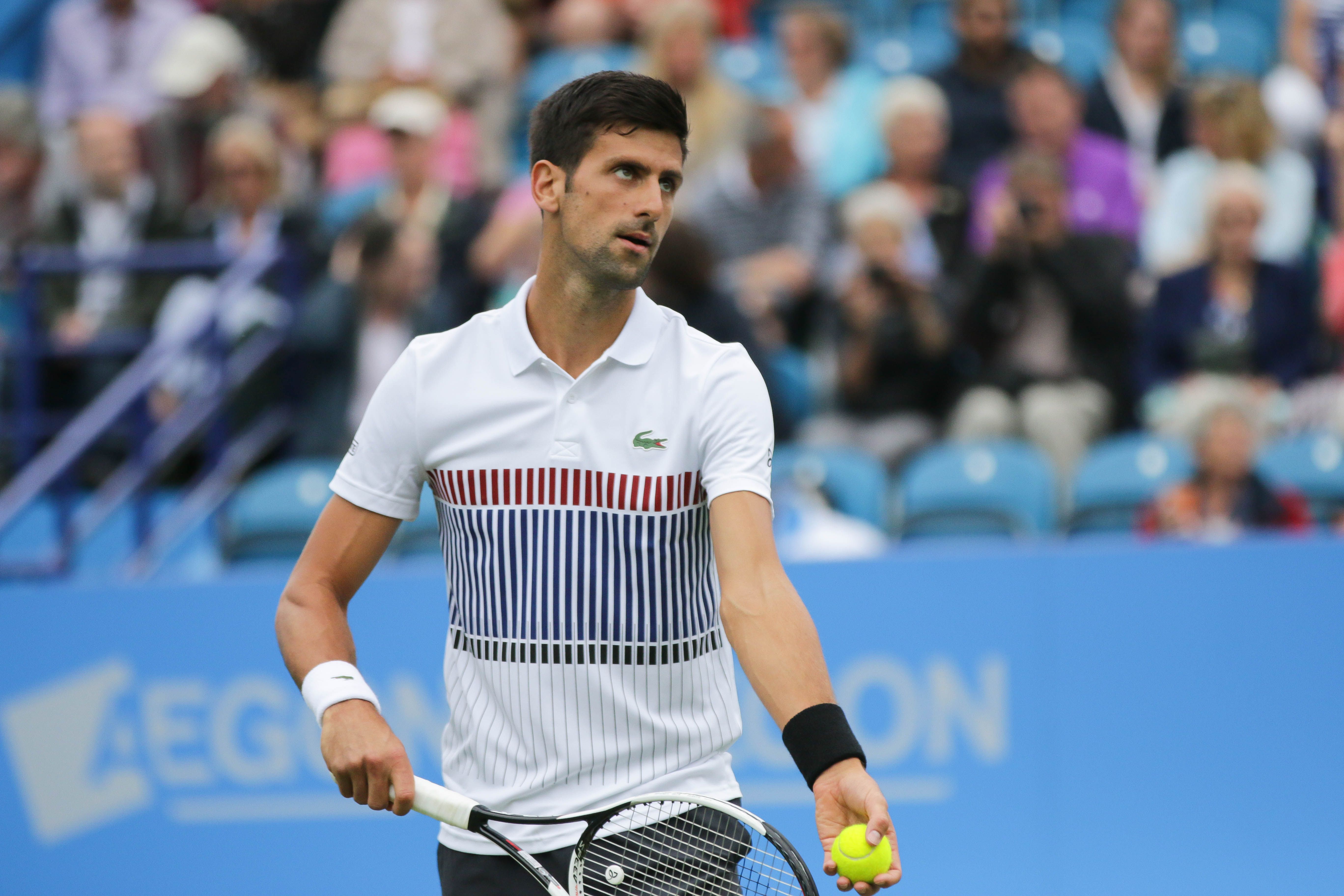
O tenista Novak Djokovic foi a primeira pessoa a receber a Ordem após sua reintegração em 2010

### 1ª Classe
- 2024 - Katherine Karađorđević
- 2022 - Siniša Mihajlović
- 2021 - Miki Manojlović
- 2021 - Bora Đorđević
- 2021 - Momčilo Bajagić Bajaga
- 2021 - Milan Cile Marinković
- 2021 - Stefan Milenkovitch
- 2021 - Predrag Antonijević
- 2020 - Peter Handke
- 2020 – Gordana Vunjak-Novakovic
- 2018 - Ljubiša Diković
- 2016 - Comitê Paralímpico da Sérvia
- 2017 - Comitê Olímpico da Sérvia
- 2012 - Novak Djokovic

### 2ª Classe
- 2021 - Conselho Nacional Sérvio de Montenegro
- 2021 - Air Serbia
- 2021 - Minja Subota
- 2020 - Danica Grujičić
- 2017 - Nemanja Radulov

### 3ª Classe
- 2023 - Zoran Kalabić
- 2021 - Nataša Drakulić
- 2017 - Marina Maljković
- 2017 - Ivana Španović
- 2017 - Jelena Janković
- 2017 - Ana Ivanovic